# Дусько Микола
Дусько Микола (нар. 1 грудня 1898 — †3 травня 1969) — військовий і громадський діяч; козак 2-го Запорозького полку Петра Болбочана (поч. 1918), окремого кінного партизанського дивізіону ім. П. Болбочана та полку Чорних запорожців, член 1-ї станиці Союзу бувших українських вояків; військове звання — підхорунжий Армії УНР.

## Біографія
Микола Дусько народився 1 грудня 1898 року на Полтавщині.
Учасник походу запорожців під проводом Петра Болбочана на Крим. Учасник Першого зимового походу.
Лицар Залізного хреста Армії УНР
Помер 3 травня 1969 року, у м. Монреаль, Канада.